# Chibam
Pour les articles homonymes, voir Chibam (homonymie).
Ne doit pas être confondu avec Chibam (Amran).
Chibam ou Shibam, en arabe شبام, est une ville du Yémen, située dans le gouvernorat de l'Hadramaout à 480 kilomètres à l'est de la capitale Sanaa. Chibam est peuplée de 13 300 habitants (2004). La Chibam moderne est distante d'une centaine de mètres de l'ancienne, les deux quartiers étant séparés par la route no 5 et le Wadi Hadramaout.

## Ville ancienne

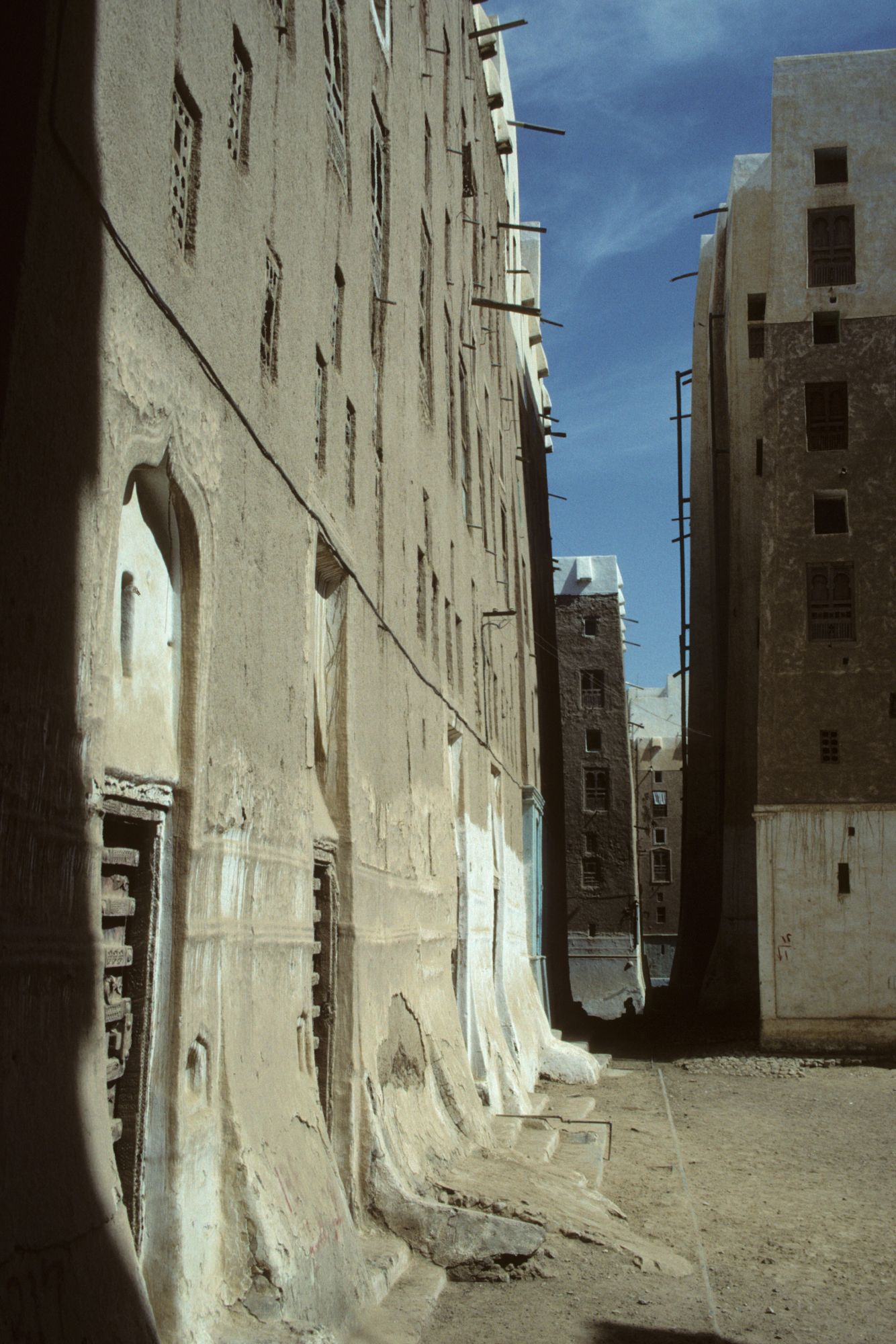
Vue des rues intérieures de la vieille ville.

La très ancienne ville de Chibam, dont la toute première occupation humaine remonte à l'époque préislamique, est remarquable par son architecture en immeubles de briques de terre crue de plusieurs étages séparés par un dédale de ruelles étroites. Elle fut à de nombreuses reprises la capitale du royaume hadramaout. Les habitations peuvent atteindre sept étages et sont construites suivant un plan quadrillé de rues et de places fortifiées et rectangulaires.
Shibam, qui est maintenant un site du patrimoine mondial de l'UNESCO, est connu pour son architecture. Les maisons de Shibam sont toutes faites de briques crues, chaque étage ayant une ou deux pièces. Bien que Shibam existe depuis environ 1 700 ans, la plupart des maisons de la ville datent du XVIe siècle. Cependant, beaucoup ont été reconstruites à de nombreuses reprises au cours des derniers siècles.
Située sur un éperon rocheux, la ville est enclose dans une enceinte rectangulaire d'environ 330 m par 250 m. La méthode de construction des immeubles en terre crue est ancestrale et suit un plan bien défini ; les plus anciennes datent du XVIe siècle. Pour lutter contre les intempéries, les façades sont recouvertes d'un enduit épais qu'il faut renouveler régulièrement. Son « urbanisme rigoureux fondé sur le principe de la construction en hauteur », lui vaut le surnom de « Manhattan du désert » et son inscription au patrimoine mondial de l'UNESCO,,.
Un vaste programme de restauration architectural est en cours.

## Dans la culture
La vieille ville, de par son tracé des rues en quadrillage et l'importante hauteur de ses maisons à étages, est surnommée « la Manhattan du désert » en référence à l'arrondissement new-yorkais du même nom.
C'est à Chibam que Pier Paolo Pasolini a tourné le film Les Mille et Une Nuits sorti en 1974.
Sur Super Mario 64, dans le niveau Monde trempé-séché, une photographie de Chibam est utilisé pour illustrer le ciel. C'est le seul niveau du jeu utilisant une photographie d'une ville réelle en tant qu'illustration du ciel.